# Chiến tranh tôn giáo

Saladin và Guy của Lusignan sau Trận Hattin.

Chiến tranh tôn giáo hay Thánh chiến (tiếng Latinh: bellum sacrum) là một thể loại chiến tranh phát sinh chủ yếu vì các vấn đề tôn giáo. Trong giai đoạn hiện đại, có tranh luận phổ biến về mức độ của các khác biệt về tôn giáo, kinh tế, hoặc sắc tộc chiếm tỷ lệ bao nhiêu trong một cuộc chiến tranh nhất định. Một số người cho rằng do khái niệm "tôn giáo" là một phát minh của thời hiện đại, thuật ngữ "chiến tranh tôn giáo" không áp dụng cho hầu hết các cuộc chiến tranh trong lịch sử. Trong một số xung đột bao gồm xung đột Israel–Palestine, nội chiến Syria, và các cuộc chiến tại Afghanistan và Iraq, các lập luận tôn giáo được trình bày công khai nhưng được miêu tả như là cơ sở hoặc cực đoan tôn giáo phụ thuộc vào quan điểm cá nhân. Tuy nhiên, các nghiên cứu về những trường hợp này thường kết luận rằng các mâu thuẫn sắc tộc là động lực chính của nhiều cuộc xung đột.

## Sách tham khảo
- Nigel Cliff, Holy War: How Vasco da Gama's Epic Voyages Turned the Tide in a Centuries-Old Clash of Civilizations, HarperCollins, ISBN 9780062097101, 2011.
- Roger Crowley, 1453: The Holy War for Constantinople and the Clash of Islam and the West, Hyperion, ISBN 9781401305581,  2013.
- Reuven Firestone, Holy War in Judaism: The Fall and Rise of a Controversial Idea,  Oxford University Press, ISBN 9780199860302, 2012.
- Sohail H. Hashmi, Just Wars, Holy Wars, and Jihads: Christian, Jewish, and Muslim Encounters and Exchanges, Oxford University Press, ISBN 9780199755035, 2012.
- James Turner Johnson, The Holy War Idea in Western and Islamic Traditions,  Pennsylvania State University Press, ISBN 9780271042145, 1997.
- Dianne Kirby, Religion and the Cold War,  Palgrave Macmillan,  ISBN 9781137339430 (2013 reprint)Bản mẫu:Year needed
- Steven Merritt Miner, Stalin's Holy War: Religion, Nationalism, and Alliance Politics, 1941-1945, Univ of North Carolina Press, ISBN 9780807862124, 2003.
- David S. New, Holy War: The Rise of Militant Christian, Jewish and Islamic Fundamentalism, McFarland, ISBN 9781476603919, 2013.